# Miles Falcon
El Miles M.3 Falcon fue un monoplano de cabina de tres/cuatro asientos británico de los años 30 del siglo XX, diseñado por Miles Aircraft Limited.

## Diseño y desarrollo
El M.3 Falcon era un limpio monoplano de ala baja monomotor con tren de aterrizaje principal carenado y rueda de cola fija, diseñado en 1934. Era estructuralmente similar a la anterior familia del Miles M.2F Hawk Major, pero tenía asientos lado a lado para dos ocupantes detrás del piloto, en una cabina acristalada. Estaba propulsado por un motor de Havilland Gipsy Major de 97 kW (130 hp). El prototipo, G-ACTM, construido por Philips and Powis, voló por primera vez en el Aeródromo de Woodley el 12 de octubre de 1934.
El primer avión de producción (designado M.3A Falcon Major) voló en enero de 1935. Tenía un fuselaje más ancho que el del prototipo para mejorar la comodidad de los pasajeros y un acristalado revisado con un parabrisas inclinado hacia delante. El M.3A estaba algo falto de potencia, por lo que el M.3B Falcon Six y las versiones posteriores fueron equipados con un motor de Havilland Gipsy Six de 150 kW (200 hp).
El M.3C Falcon Six fue un cuatro asientos con controles dobles. El M.3D fue reforzado para permitir un incremento del 11 % del peso, comparado con el M.3B. Las versiones finales fueron el M.3E y el M.3F.
Una versión agrandada de cinco asientos fue desarrollada como M.4 Merlin.

## Historia operacional

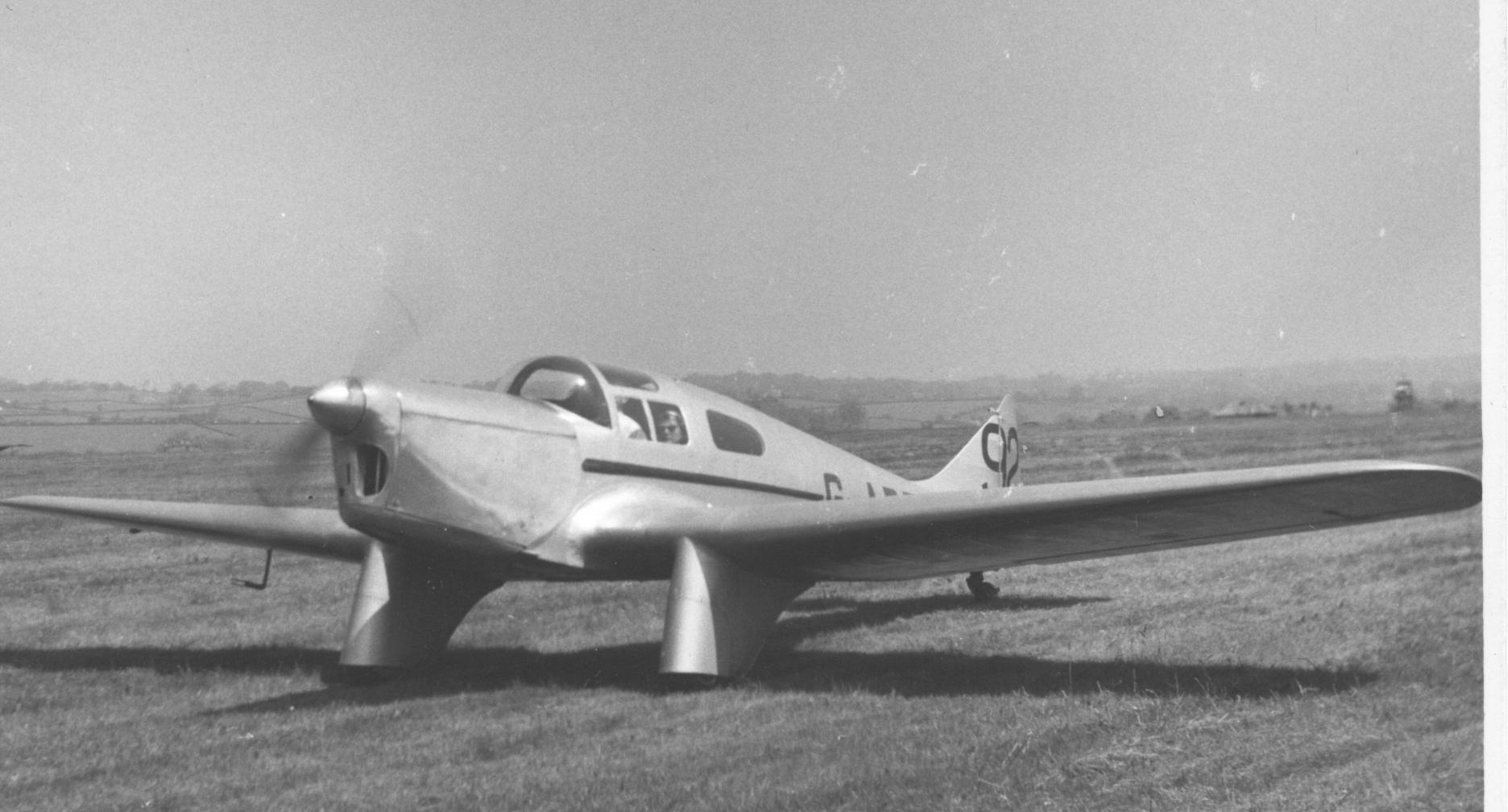
Miles M.3D Falcon Six G-ADTD en colores de competición en el aeropuerto de Leeds (Yeadon) en mayo de 1955.

El prototipo fue equipado con depósitos extra de combustible y participó en la MacRobertson Race de Inglaterra a Australia, en octubre de 1934. Tardó 27 días en llegar a Darwin, pero regresó en un tiempo récord de 7 días, 19 horas y 15 minutos, incluyendo una etapa de 2900 km sin paradas desde Jodhpur hasta Basora.
Se entregaron 29 M.3A y M.3B durante 1935 y 1936 a particulares, clubes y operadores comerciales en el Reino Unido y el extranjero.
El M.3B participó en la King's Cup Race de 1935 y ganó, pilotado por Tommy Rose, con una velocidad de 283,7 km/h. En 1936, Rose, con el mismo avión, redujo el récord de la travesía de Reino Unido a Ciudad del Cabo a 3 días, 17 horas y 38 minutos.
Antes de la guerra, tres Falcon Six aparecieron con los colores de la RAF en el Royal Aircraft Establishment (RAE) para realizar ensayos de una serie de alas e innovaciones aerodinámicas. Al estallar la guerra, quedaban tres aparatos civiles como aviones de comunicaciones con varias compañías, pero, como muchas aeronaves civiles, otros diez ejemplares fueron requisados y puestos en servicio con la Real Fuerza Aérea, la Marina Real, la Real Fuerza Aérea Australiana y la Fuerza Aérea Sueca. Seis Falcon sobrevivieron a la guerra, siendo usado uno de ellos por el RAE para probar el ala del Miles M.52.

## Variantes
M.3
Prototipo triplaza con un motor de Havilland Gipsy Major de 130 hp, uno construido.
M.3A Falcon Major
Versión de producción de cuatro plazas con un motor de Havilland Gipsy Major de 130 hp, 18 construidos.
M.3B Falcon Six
Versión triplaza con un motor de Havilland Gipsy Six de 200 hp, 11 construidos, incluyendo un Falcon Six designado M.3, pero no incluyendo dos M.3B más tarde convertidos a M.3E y F.
M.3C Falcon Six
Cuatro plazas con controles dobles y motor de Havilland Gipsy Six de 200 hp, uno construido.
M.3D
Variante reforzada con un motor de Havilland Gipsy Six de 200 hp, 3 construidos. Uno fue un M.3B convertido.
M.3E
Variante con motor de Havilland Gipsy Six de 200 hp, uno construido, pero no certificado.
M.3F
Un antiguo M.3B modificado por Fairey para realizar pruebas de deflectores y alerones retráctiles, con el RAE, matrícula R4071.
Gilette Falcon
Un único avión modificado para el programa M.52.

## Operadores

### Civiles
Las Referencias 1 y 2 proporcionan detalladas historias de las vidas típicamente complicadas de estos pequeños aeroplanos.

### Militares
Australia
- Real Fuerza Aérea Australiana: 3 aviones.

 España
- Fuerzas Aéreas de la República Española

 España
- Ejército del Aire de España

 Reino Unido
- Royal Aircraft Establishment: 3 aviones.
- Real Fuerza Aérea: 5 aviones.
- Marina Real: 1 avión.

 Suecia
- Real Fuerza Aérea Sueca: 1 avión.

 Sudáfrica
- Fuerza Aérea Sudafricana

## Supervivientes
- Reino Unido: G-AEEG, M.3A privado basado en la The Shuttleworth Collection, Old Warden, está en exhibición en la colección y vuela regularmente. Pasó mucho tiempo en Suecia como SE-AFW.[5]
- Australia: VH-AAT, M.3A en estado de vuelo de propiedad privada, basado en Lilydale, Victoria.
- España: EC-ACB, M.3C en estado activo. Este avión participó en la guerra civil española.[6]

## Especificaciones (M.3A)
Referencia datos: British Civil Aircraft 1919–1972: Volume III

### Características generales
- Tripulación: Uno (piloto)
- Capacidad: Dos pasajeros
- Longitud: 7,6 m (25 ft)
- Envergadura: 10,7 m (35 ft)
- Altura: 2 m (6,5 ft)
- Superficie alar: 16,2 m² (174,3 ft²)
- Peso vacío: 590 kg (1300,4 lb)
- Peso cargado: 1000 kg (2204 lb)
- Planta motriz: 1× motor lineal invertido de 4 cilindros refrigerado por aire de Havilland Gipsy Major.
  - Potencia: 97 kW (134 HP; 132 CV)

### Rendimiento
- Velocidad máxima operativa (Vno): 235 km/h (146 MPH; 127 kt)
- Velocidad crucero (Vc): 201 km/h (125 MPH; 109 kt)
- Alcance: 990 km (535 nmi; 615 mi)
- Techo de vuelo: 4572 m (15 000 ft)
- Régimen de ascenso: 3,8 m/s (750 ft/min)

## Aeronaves relacionadas

### Desarrollos relacionados
- Miles M.52

### Secuencias de designación
- Secuencia M._ (interna de Miles): ← M.2 - M.2 (2) - M.2 (3) - M.3 - M.4  - M.5 - M.6 →
- Secuencia Trp/Tp _ (Aviones de Transporte de la Fuerza Aérea sueca): ← Trp 4 - Tp 5 - Tp 6 - Tp 7 - Tp 8/8A - Tp 9 - Tp 10 →
- Secuencia A_ (Segunda serie de aviones de la RAAF, 1935-1963): ← A34 - A35 - A36 - A37 -  A37 - A37 -  A38 →
- Secuencia Numérica (Aeronaves del Ejército del Aire español, 1939-1945): ← 30 (VIII) - 30 (IX) - 30 (X) - 30 (XI) - 30 (XII) - 30 (XIII) - 30 (XIV) →
- Secuencia L._ (Aeronaves Utilitarias del Ejército del Aire español, 1945-1954): ← L.2 (II) - L.3 - L.4 - L.5 - L.6 (I) - L.6 (II) - L.7 →